# Arizona Zervas
Arizona Zervas (Hagerstown, Estados Unidos, 19 de abril de 1995) é um rapper, cantor, compositor e produtor norte-americano. Ele começou a publicar suas músicas de forma independente desde 2016 através do Spotify e depois no TikTok. Ele ganhou reconhecimento mundial graças à sua música "Roxanne", que se tornou viral e conseguiu um contrato com a gravadora Columbia Records. Desde então, a música alcançou a primeira posição na Nova Zelândia e entrou entre as cinco primeiras paradas musicais na Austrália, no Canadá, nos Estados Unidos e no Reino Unido.

## Biografia
Arizona Zervas nasceu em 19 de abril de 1995 na cidade de Hagerstown, no estado de Maryland, Estados Unidos. Em 2016, aos 21 anos, ele publicou sua primeira música de forma independente no Spotify, enquanto ainda estudava no ensino médio. Por três anos, ele lançou suas músicas através desse serviço, publicando mais de trinta músicas. Em outubro de 2019, ele lançou sua música "Roxanne", que viralizou através do TikTok e aumentou drasticamente seu número de reproduções em todos os serviços. Em apenas um mês, a música liderou a lista diária das músicas mais ouvidas do Spotify nos Estados Unidos, sendo a primeira música de um artista independente a alcançá-la. Depois disso, várias gravadoras ofereceram contratos ao artista, que finalmente assinou com Columbia Records Roxanne foi sua primeira música a entrar nas listas oficiais de sucessos semanais em vários países, entre eles Nova Zelândia, onde alcançou a primeira posição. A música também figurou entre as cinco primeiras na Austrália, Canadá, Estados Unidos e Reino Unido.

## Discografia

### Extended plays
| Título       | Detalhes                                                                                            |
| ------------ | --------------------------------------------------------------------------------------------------- |
| Living Facts | - Gravadora: Pré-lançamento - Lançamento: 3 de junho de 2018 - Formato: Digital download, streaming |

### Como artista principal
| Ano  | Título  | Posições mais altas nas paradas | Posições mais altas nas paradas | Posições mais altas nas paradas | Posições mais altas nas paradas | Posições mais altas nas paradas | Posições mais altas nas paradas | Posições mais altas nas paradas | Posições mais altas nas paradas | Posições mais altas nas paradas | Certificações                | Álbum |
| Ano  | Título  | ALE                             | AUS                             | AUT                             | CAN                             | EUA                             | IRL                             | NZL                             | GBR                             | SUI                             | Certificações                | Álbum |
| ---- | ------- | ------------------------------- | ------------------------------- | ------------------------------- | ------------------------------- | ------------------------------- | ------------------------------- | ------------------------------- | ------------------------------- | ------------------------------- | ---------------------------- | ----- |
| 2019 | Roxanne | 27                              | 2                               | 18                              | 3                               | 4                               | 4                               | 1                               | 4                               | 14                              | - ARIA: Ouro - RMNZ: Platina |       |

### Outras músicas nas paradas
| Título | Ano  | Posições mais altas nas paradas | Posições mais altas nas paradas | Posições mais altas nas paradas | Posições mais altas nas paradas | Certificações               | Album        |
| Título | Ano  | US Bub.                         | CAN                             | IRE                             | NZ Hot                          | Certificações               | Album        |
| ------ | ---- | ------------------------------- | ------------------------------- | ------------------------------- | ------------------------------- | --------------------------- | ------------ |
| "FML"  | 2018 | 21                              | 57                              | 99                              | 15                              | - RIAA: Platinum - MC: Gold | Living Facts |